# Chandulal Shah
Chandulal Shah (bürgerlicher Name: Chandulal Jesangbhai Shah; * 13. April 1898 in Jamnagar, Gujarat; † 25. November 1975 in Bombay, Maharashtra) war ein indischer Filmregisseur und Filmproduzent.

## Leben
Chandulal Shah arbeitete eigentlich an der Bombayer Börse, als er 1925 von einem Freund gebeten wurde, aushilfsweise für die „Laxmi Film Company“ Regie zu führen. Für die „Kohinoor Film Company“ drehte er dann 1926 Typist Girl, den Film, mit dem die Schauspielerin Sulochana bekannt wurde. Im Jahr 1927 folgte der kommerziell überaus erfolgreiche Gunsundari.
1929 gründete er zusammen mit der Schauspielerin Gohar Mamajiwala seine eigene Filmgesellschaft „Ranjit Movietone“, die seit dem Aufkommen des Tonfilms in den 1930er-Jahren zu den großen indischen Filmgesellschaften gehörte. Die Ranjit Studios beschäftigten fast 300 Schauspieler (darunter Nirupa Roy, Motilal und K. L. Saigal) und produzierten Filme in Hindi, Gujarati und Panjabi.
Eine seiner letzten Regiearbeiten war Acchut (1940), doch er war danach noch organisatorisch in der indischen Filmindustrie tätig. 1951 wurde er der erste Präsident der „Film Federation of India“.
Finanzielle Verluste erlitt Chandulal Shah durch Aktivitäten an der Börse und bei Pferdewetten. Er konnte seine Studios nicht mehr halten und starb verarmt.